# Kim Nam-chun
Kim Nam-chun (kor. 김남춘, ur. 19 kwietnia 1989 w Inczon, zm. 30 października 2020 w Seulu) – południowokoreański piłkarz grający jako obrońca.

## Kariera klubowa
Kim Nam-chun zadebiutował w FC Seul przeciwko Buriram United w fazie grupowej Ligi Mistrzów AFC 1 maja 2013.
Jego pierwszy gol dla FC Seul padł przeciwko Ulsanowi Hyundai w meczu K League Classic 9 października 2014.

## Śmierć
30 października 2020 Kim Nam-chun został znaleziony martwy na parkingu w Songpa, dzielnicy Seulu. Policja podejrzewa, że odebrał sobie życie.